# Manyana
Manyana est une ville du Botswana.